# Entrañas
Entrañas è il terzo mixtape della musicista venezuelana Arca. È stato rilasciato per il download gratuito il 4 luglio 2016 attraverso la pagina SoundCloud di Arca e MediaFire. Comprende contributi di Total Freedom, Massacooraman and Mica Levi (anche noto come Micachu). Sebbene vi siano 14 tracce elencate, il mixtape è in sequenza come una traccia singola.
Il video musicale per il brano Sin rumbo è stato pubblicato il giorno precedente al rilascio del mixtape.

## Ricezione critica
| Recensione       | Giudizio |
| ---------------- | -------- |
| Consequence      | B        |
| Pitchfork        | 8.1/10   |
| Resident Advisor |          |
| Tiny Mix Tapes   |          |
| Vice             | A–       |

Al momento del rilascio, Entrañas ha ricevuto il plauso unanime della critica musicale. Il critico di Consequence David Sackllah ha descritto l'opera come fatta di «convenzioni puramente viscerali e costantemente cancellate» e ha sostenuto che «la natura frenetica di fondo di Entrañas lo rende ancora più inquietante quando il mix arriva alla sua traccia finale, i quattro minuti Sin rumbo». Philip Sherburne di Pitchfork, che considera il mixtape «più pesante e implacabile» rispetto alla precedente uscita di Arca, Mutant (2015), lo ha descritto come la «registrazione per eccellenza di Arca, che mescola piacere e terrore e bellezza e bruttezza nei più modi emozionanti possibili».

### Riconoscimenti
| Pubblicazione  | Classifica (2016)                       | Posizione |
| -------------- | --------------------------------------- | --------- |
| Pitchfork      | The 20 Best Experimental Albums of 2016 | N/A       |
| Tiny Mix Tapes | 2016: Favorite 50 Music Releases        | 4         |

## Tracce
Musiche di Alejandra Ghersi.
1. Pérdida – 0:59
2. Torero – 1:27
3. Culebra – 1:31
4. Vicar – 1:31
5. Cement Garden Interlude – 0:42
6. Baby Doll (feat. Mica Levi) – 2:30
7. Lulled – 1:51
8. Think Of (feat. Mica Levi e Massacooraman) – 2:38
9. Clocked – 0:39
10. Pargo – 1:37
11. Turnt (feat. Total Freedom) – 0:25
12. Girasol – 2:26
13. Fount – 2:28
14. Sin rumbo – 4:19

Note
- Cement Garden Interlude contiene campionamenti del discorso di Charlotte Gainsbourg dal film del 1993 Il giardino di cemento;
- Baby Doll contiene campionamenti del brano musicale Beatrix, scritto e performato dai Cocteau Twins nell'album del 1984 Treasure;
- Think Of contiene campionamenti del brano musicale Boyfriend, performato da Ashlee Simpson nell'album del 2005 I Am Me.

## Formazione
- Arca – performance, produzione
- Mica Levi – performance (tracce 6, 8)
- Massacooraman – performance (traccia 8)
- Total Freedom – performance (traccia 11)
- Jesse Kanda – copertina